# Agapetus loxozona
Agapetus loxozona là một loài Trichoptera trong họ Glossosomatidae. Chúng phân bố ở miền Cổ bắc.